# Historiens Dag
Historiens Dag var et landsdækkende initiativ for at udbrede kendskabet til og forståelsen for den danske kulturarv som blev arrangeret fra 2005 til 2008. Den blev indstiftet i 2004 af Kulturministeriet, og blev afholdt første gang den 22. maj 2005. Målgruppen for Historiens Dag var børn i selskab med voksne, og det blev koordineret af Kulturarvsstyrelsen.
Museer, biblioteker, arkiver og foreninger kunne tilmelde arrangementer til Historiens Dag, og det første år deltog sammenlagt omkring 600 seværdigheder med forbindelse til historie og kultur deltog, mens ca. 45.000 besøgte arrangementet over hele landet. Blandt de deltagende museer var Moesgaard Museum, Museet på Koldinghus, Fregatten Jylland, Vikingeskibsmuseet, Middelaldercentret, Limfjordsmuseet og Øregaard Museum. Cinemateket i København deltog også.
I 2006 blev Historiens Dag afholdt den 30. april med hovedtemaet "Børns Leg i Historien".
I 2007, hvor arrangementet foregik 3. juni, blev det bestemt fra Kulturministeriet og den daværende kulturminister Brian Mikkelsen, at temaet for Historiens Dag skulle være "børn i industrihistorien". I 2008 var temaet "jagten på historien", og det blev afholdt 1. juni. 2008 var det sidste år, hvor Historien Dag blev afholdt.